# 浜松市立積志中学校
浜松市立積志中学校（はままつしりつせきしちゅうがっこう）は、静岡県浜松市中央区有玉北町にある公立中学校。通称: 積中。 
同市の有玉西町には同校の分校である浜松市立積志中学校萩原分校が設置されている。

## 特徴
- スポーツ（サッカー、野球、柔道、剣道）などの部活動が盛んである。
- 積中生徒は基本的に学校内では、ジャージまたは体操服でいることが多く、ジャージの色は青で左の胸元にローマ字で「SEKISHI」と刺繍がある。
- 平成31年度からジャージがモデルチェンジし、水色のジャージで紺色のラインが入っている。

## 沿革
- 1947年4月 - 静岡県浜名郡積志村立積志中学校創立。積志小学校校舎を借用し、授業開始。
- 1957年10月 - 浜松市へ合併。浜松市立積志中学校と校名改称。
- 1980年3月 - 積志中学校より中郡中学校分離独立。
- 2009年8月 - 野球部県大会準優勝。東海大会出場。
- 2009年10月 - 陸上部県大会男子4×100ｍリレー第4位。
- 2010年11月 - SBS予選優勝。
- 2013年11月 - 生徒が誘拐される。その後水木しげるロード付近の路上で発見される。
- 2016年7月 - 剣道部男子全国中学校剣道大会出場
- 2017年7月 - 剣道部女子全国中学校剣道大会出場

（積志中学HP参照）

## 生徒会活動・部活動など
- 陸上部
- 野球部
- 水泳部
- 男子バスケットボール部
- 女子バスケットボール部
- 男子卓球部
- 女子卓球部
- 女子ソフトテニス部
- 柔道部
- 剣道部
- 女子バレー部
- サッカー部
- 吹奏楽部
- 美術部
- 科学部
- カルチャー部
- ものづくり部

基本的に月曜日は部活は無い。

## 著名な卒業生
- 石岡諒哉 - 社会人野球選手。新日本石油ENEOS野球部。
- 野田順子 - 詩人。詩集『恩寵』、『うそっぷ』（土曜美術社出版販売）。
- 袴田吉彦 - 俳優・声優。
- 池谷蒼大 - プロ野球選手。
- 崎山蒼志 - シンガーソングライター。

## 交通
新浜松駅より遠鉄電車で「積志駅」下車。徒歩15分。

## 通学区域
積志小学校区域
- 西ケ崎町（沖）・有玉北町（町田自治会を除く）・大瀬町（下大瀬西）・積志町（橋爪西の東を除く）・半田町・半田山一丁目（医大宿舎自治会を除く）・半田山三丁目・半田山四丁目・半田山五丁目・半田山六丁目

有玉小学校区域
- 有玉南町・有玉西町・有玉北町（町田自治会）・半田山一丁目（医大宿舎自治会)・半田山二丁目・有玉台 - 西ケ崎町・大瀬町・積志町のうち上記に含まれない地域は浜松市立中郡中学校の区域である。